# Cónclave de julio de 1276
El segundo cónclave de 1276, que tuvo lugar en julio, fue convocado tras la muerte del Papa Inocencio V, cuyo reinado fue de solo cinco meses y un día. En estas elecciones fue elegido el cardenal Ottobono Fieschi, que tomó el nombre de Adriano V.

## Colegio cardenalicio
El Papa Inocencio V murió repentinamente el 22 de junio de 1276, después de solo cinco meses de pontificado. En el momento de su muerte había 14 cardenales. El cónclave contó con la participación 13 de ellos.
- Pedro Julião, decano del Colegio Cardenalicio.
- Vicedominus de Vicedominis, vicedecano del Colegio Cardenalicio.
- Bertrand de Saint-Martin
- Simone Paltineri
- Anchero Pantaléone
- Guillaume de Bray, camarlengo del Colegio Cardenalicio.
- Riccardo Annibaldi
- Giovanni Gaetano Orsini
- Ottobono Fieschi, elegido Papa Adriano V.
- Giacomo Savelli
- Goffredo da Alatri
- Uberto Coconati
- Matteo Orsini Rosso
- Simon de Brion (ausente), legado apostólico en Francia.

## Las divisiones entre los cardenales
El Colegio cardenalicio se dividió en los partidarios del rey de Sicilia, Carlos I de Anjou (incluyendo a cardenales franceses y parte de los cardenales italianos, su candidato era Ottobuono Fieschi) y aquellos que se oponían a la dominación de los Anjou en Italia (la mayoría de los cardenales italianos, entre ellos los Orsini y Coconati).

## El curso del cónclave

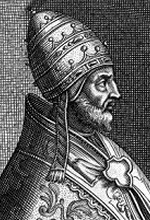
Adriano V,Adriano V. Papa No. 186 de la Iglesia católica. Su pontificado duró escasamente un mes, este corto tiempo fue suficiente para que reformara la Bula del Papa Gregorio X sobre los cónclaves y actuara como mediador entre Enrique III y los nobles de Inglaterra.

Los cardenales se reunieron en cónclave en la Basílica de Letrán, el 2 de julio de 1276. En aquel momento, Carlos I de Anjou tomó responsabilidad por el cumplimiento de guardián del cónclave con las normas de la Constitución "Ubi periculum". Por eso, cuando pasaran tres días de deliberaciones, si parecía que los electores no habían llegado a un acuerdo, les ordenaba reducir el suministro de alimentos. Carlos I en su papel de “guardián” del cónclave no fue imparcial: a los cardenales italianos (más hostiles a él) solo les suministró pan y agua, mientras que los aliados de Carlos (en su mayoría franceses) fueron tratados de mejor manera. Después de nueve días fue elegido por unanimidad el candidato pro-Anjou Ottobono Fieschi, sobrino del papa Inocencio IV y un legado papal en Inglaterra. Tomó el nombre de Adriano V.
Al día siguiente después de su elección, Adriano V emitió la bula Alocución Consistorial, en la que suspendió la vigencia de Ubi periculum por considerar sus disposiciones demasiado restrictivas. Se comprometió a emitir nuevas regulaciones, pero murió unas semanas después, antes de llegar a su consagración y coronación.